# Bath (Illinois)
Bath – wieś w USA, w stanie Illinois, w hrabstwie Mason.

## Demografia
W 2000 wieś zamieszkiwało 310 osób. W 2023 liczba mieszkańców spadła do 264 osób, a gęstość zaludnienia do 264 osób/km².